# Camille O'Meara
Pour les articles homonymes, voir O'Meara.
Camille O'Meara est une pianiste française d'ascendance irlandaise, disciple de Chopin, née le 22 octobre 1828 à Paris, ville où elle est morte le 10 février 1907.

## Biographie
D'ascendance irlandaise, Joséphine Camille O'Meara naît le 22 octobre 1828 à Paris.                                    
Entre les âges de 9 et 15 ans, elle travaille le piano avec Friedrich Kalkbrenner, avant d'étudier auprès de Frédéric Chopin entre 1845 et 1848.                                    
En 1847, elle joue en compagnie de Chopin dans un salon le Concerto op. 11 en mi mineur du compositeur, interprétation remarquée par Delphine de Girardin, qui souligne « une admirable méthode et un doigté excellent. Son succès a été complet ».                                    
À cette époque, Camille O'Meara devient professeure de piano. En 1848, par exemple, elle est mentionnée comme professeur de Claire d'Agoult, la fille de Marie d'Agoult, ou en 1850 comme professeur de Cécile Franchomme, la fille d'Auguste Franchomme.                                    
Après la mort de Chopin en 1849, O'Meara évolue dans le cercle de ses intimes autour de la princesse Czartoryska et de Jane Stirling. Elle fait ses débuts en public sous la férule de Franchomme et Delphin Alard, en 1852, et se produit occasionnellement dès lors.                                    
En 1853, elle épouse un agent de change, Charles Dubois, et est également connu depuis comme Mme Dubois,.                                    
Dans la seconde moitié du XIXe siècle, elle est considérée comme la principale dépositaire de l'héritage artistique de Chopin, mentionnée comme telle par Liszt en 1884 lors d'un cours magistral à Weimar, par exemple, ou confirmé plus tard par Paderewski. Reconnue comme l'une des meilleures disciples de Chopin, ainsi que l'écrit Antoine Marmontel en 1878, Camille O'Meara Dubois « est aussi une de ses élèves de prédilection, et compte au nombre de celles dont le talent a le mieux conservé les traditions, les procédés du maître ».                                    
À ce titre, elle communique des indications de choix à Karol Mikuli, qui la mentionne dans la préface de son édition des œuvres de Chopin en 17 volumes (Leipzig, 1880). Frederick Niecks, biographe du compositeur, évoque pour sa part des souvenirs de l'artiste dans son Frederick Chopin as a Man and Musican (Londres, 1888).                                    
Camille O'Meara Dubois meurt à Paris le 10 février 1907, en son domicile, 45, rue Ampère,.                                    
Pour plusieurs commentateurs de Proust, elle sert de modèle dans Sodome et Gomorrhe à « la seule élève encore vivante de Chopin », ancien professeur de Mme de Cambremer la douairière.                                    